# Рушевине цркве Светих Константина и Јелене у Каменици
Рушевине цркве Светих Константина и Јелене у Каменици, насељеном месту на територији општине Лепосавић, на Косову и Метохији, представља непокретно културно добро као споменик културе.
Црква у Каменици је у рушевинама, па се без археолошких истраживања не може утврдити њен прави облик и димензије. Зидови су сачувани у висини једног реда камена. За изградњу ове цркве коришћен је обрађен и профилисан камен – античке сполије. Црква је подигнута на остацима грађевине из античког периода, најраније у 14. веку.

## Основ за упис у регистар
Одлука о утврђивању остатака цркве Св. Константина и Јелене за археолошко налазиште, бр. 1436 (сл. гласник РС бр. 51 од 13. 11. 1997) Закон о културним добрима (Сл. гласник РС бр. 71/94).